# 傑克·赫森塔勒
傑克·赫森塔勒（英語：Jake Hessenthaler；1994年4月20日—）是一位英格蘭足球運動員。在場上的位置是中場。他現在效力於英格蘭足球甲級聯賽球隊吉林漢姆足球俱樂部。

## 外部連結
- Soccerbase profile （页面存档备份，存于）
- Soccerway資料庫：傑克·赫森塔勒
- Margate profile